# Джунковский, Евгений Петрович

Нагрудный знак ветеринарного врача

Евге́ний Петро́вич Джунко́вский  (1867, Россия — 22 января 1953, Франция) — русский ветеринарный врач, начальник Ветеринарного управлении МВД Российской империи, действительный статский советник, бактериолог, общественный деятель. Во время Гражданской войны — помощник командующего по гражданской части Туркестанского края (ВСЮР).

## Биография

### Происхождение
Евгений Петрович Джунковский — потомок старинного казацко-татарского года, дворянин Полтавской губернии.

### Ветеринарное дело
Джунковский работал с принцем Ольденбургским по ликвидации бубонной чумы в России. Ему была поручена организация станции для производства сыворотки против чумы рогатого скота. В 90-е годы XIX века он возглавлял противочумную станцию в Елизаветполе, впоследствии — член совета при Императорском наместнике на Кавказе, чиновник по особым поручениям.
В 1903—1904 годах проводил научные исследования по ветеринарному делу. Впервые установил и описал возбудителя тейлериоза у крупного рогатого скота. В 1909 году установил и описал пироплазмоз у овец.
В 1912 году Джунковский был направлен в длительную служебную командировку в Иран, где во время исследований крови у больных клещевой возвратной лихорадкой обнаружил спирохеты (Borrelia persica).
С 1914 по 1917 год — занимал должность начальника Ветеринарного управления МВД Российской империи, с 1916 года — действительный статский советник. В марте 1917 года Оргбюро Ветеринарного съезда, по просьбе девяти врачей из Ветеринарного управления, отстранили Джунковского от должности начальника управления, как консервативно настроенного деятеля.

### Служба в вооружённых силах Юга России
В начале 1918 года Джунковский участвовал в организации белого (антибольшевистского) фронта в Закаспийской области, в Ашхабаде. Он установил контакт с английским консульством в Мешхеде. По сведениям Жозефа Кастанье, в начале 1918 г. Джунковский подписал с английскими агентами договор, по которому Британия обязывалась предоставить белым силам Туркестана действенную помощь против большевиков. Из Ашхабада Джунковский перебрался в Ташкент. В августе 1918 — январе 1919 гг. Джунковский состоял в Туркестанском союзе борьбы с большевизмом, где был помощником Командующего по гражданской части. Возглавлял Туркестанский союз полковник П. Г. Корнилов, родной брат Главковерха Л. Г. Корнилова. Джунковский принимал непосредственное участие в вооружённой борьбе с большевиками, организации восстаний в Ташкенте. В октябре 1918 года спецслужбы Туркестанской советской республики — совместно с уголовным розыском Ташкента — вышли на след белого подполья, после чего был произведён ряд арестов среди его руководителей. Оставшиеся на свободе руководители ушли из города, но некоторые ответвления организации уцелели и продолжали действовать. Вскоре Джунковскому удалось эмигрировать.

### Эмиграция
Джунковский поселился во Франции. Состоял председателем Российского общества Красного Креста (РОКК). В 1951 г. Евгений Петрович выступил инициатором создания Комитета защиты интересов РОКК в Югославии, имея в виду каким-то образом защитить русских эмигрантов от титовского государственного террора. Товарищем председателя правления Комитета защиты интересов РОКК в Югославии стал его сын Юрий, прославленный военный лётчик. В 1955 г. Евгений Джунковский был избран почётным членом правления Комитета (посмертно).
Похоронен Е. П. Джунковский на кладбище Сент-Женевьев-де-Буа.

## Сочинения
- Опыт заражения верблюда сапом : [Доложено в О-ве вет. врачей в С.-Петерб. 22 дек. 1898 г.] / Е. П. Джунковский; Из Эпизоотол. отд. Имп. Ин-та эксперим. медицины. — Санкт-Петербург: тип. М-ва вн. дел, 1899.
- Открытие протозойных болезней у животных. / Е. Джунковский и И. Лус. — 1904.
- О способах предохранения и лечения при спирилозе гусей / Е. Джунковский и И. Лус; (Из Зурнабат. противочум. ст.). — Санкт-Петербург: тип. Тренке и Фюсно, 1909.
- Пироплазмоз овец в Закавказье [Доложено в С.-Петерб. о-ве вет. врачей 18 окт. 1908 г.] / Е. Джунковский и И. Лус; (Из Зурнабат. противочум. ст.). — Санкт-Петербург : тип. Тренке и Фюсно, 1909.